# Partido Patriota Polaco
El Partido Patriota (en polaco: Stronnictwo Patriotyczne), también conocido como Partido Reformista, fue un movimiento político presente en la República de las Dos Naciones durante el Gran Sejm de 1788 a 1792, siendo el encargado de elaborar la Constitución del 3 de mayo de 1791, la Constitución más antigua de Europa y la segunda más antigua del mundo tras la de los Estados Unidos.
Los reformistas del Partido Patriota, liderados por Ignacy Potocki, procuraron resolver la profunda crisis económica, política y social presente en la Mancomunidad, además de reforzar su ejército y para reducir la influencia política extranjera, particularmente del Imperio Ruso. Es considerado el primer partido político de Polonia, aunque carecía de una estructura formal completamente organizada. El Partido se inspiró en los ideales de la Revolución Francesa, apoyando el republicanismo y fomentando la presencia del pueblo en la política.
El Partido Patriota dejó de existir poco después de la aprobación de la Constitución, cuando los confederados de Targowica, formado en su mayoría por nobles de la Szlachta polaca que habían perdido poder a causa de la abolición de la Libertad Dorada, pidieron ayuda a los rusos, que provocaron una guerra en 1792 para derrocar al gobierno en manos del Partido Patriota. Finalmente, en 1795, la tercera partición de Polonia terminó con la desaparición de la Mancomunidad polaco-lituana, obligando a muchos de los líderes del movimiento a emigrar al extranjero.

## Miembros
|                |
| Ignacy Potocki |

|                          |
| Stanisław Kostka Potocki |

|                            |
| Adam Kazimierz Czartoryski |

|                       |
| Stanisław Małachowski |

|               |
| Hugo Kołłątaj |